# Confessions du comte de ***
Pour les articles homonymes, voir Confession (homonymie).
Les Confessions du comte de *** sont un roman-mémoires publié en 1741 par Charles Pinot Duclos à Amsterdam.

## Genèse
Les contemporains de Duclos ont rapporté que l’origine de la rédaction des Confessions du comte de *** remonterait à une conversation avec Fontenelle. Ce dernier, que Duclos rencontrait, bien avant cette époque, chez Claudine  de Tencin, et qui avait été frappé de sa conversation, de ses réflexions sur la société et de ses portraits, l’avait engagé à écrire, à composer quelque ouvrage. « Sur quoi ? demanda Duclos. — Sur ce que vous venez de dire », reprit Fontenelle. Duclos se souvint sans doute de ce conseil, lorsqu’il écrivit les Confessions du comte de ***. Très bien reçu du public, ce roman fit partie jusqu’en 1760, avec les Lettres d'une Péruvienne ou les Malheurs de l'amour, des neuf romans les plus lus en France.

## Analyse
Cette œuvre eut d’autant plus de succès qu’on y reconnut bien des figures, quoique Duclos se soit défendu, dans l’avertissement, d’avoir voulu peindre qui que ce fût. Le public ne crut guère à ces déclarations qui ne tirent pas à conséquence et, après la mort de leur auteur, le critique d’origine suisse La Harpe, qui avait vécu au milieu des modèles, écrivait : « Porté de bonne heure dans la meilleure compagnie, en même temps qu’il en goûtait les agréments en homme d’esprit, il l’observait en homme de talent. Celui de dessiner des caractères était alors fort à la mode, surtout dans la société de Mme de T***, et de M. le comte de F***. La manière d’écrire de M. Duclos se prêtait merveilleusement à ce genre : aussi les Confessions du comte de *** ne sont-elles qu’une galerie de portraits tous supérieurement tracés. »
Dans ce que certains ont appelé un « roman à portraits », le lecteur trouve les portraits successifs de la dévote Mme de Gremonville, la précieuse Mme de Tonins, Mme de Persigny la dissipée, la capricieuse Mme d’Albi, la coquette Mme de Lery, puis la facile, la libertine, la scélérate, la conseillère, la financière, la bourgeoise, et par-dessus tout la charmante Mme de Selve, qui représente le sentiment, l’amour vrai, et dont l’histoire clôt de façon vertueuse un roman qui n’avait pas commencé ainsi.

## Réactions
Ce roman connut un vif succès, attesté par les quatre éditions qui se succédèrent avant la fin de 1742. Cet ouvrage, qui, après sa publication établit vraiment la réputation de son auteur, fut également l’objet d’attaques, la même année : un avocat de Toulouse, du nom de Soubeyran de Scopon, qui lui reprochait d’être trop léger, le critiqua dans un opuscule intitulé Examen des Confessions du comte de ***, Amsterdam, 1742 ; presque en même temps, paraissait l’Examen des Confessions du comte de ***, avec une absolution générale des fautes qu'il a faites pendant sa vie et celles qui se trouvent dans son livre, par le R. P. P***, cordelier du grand couvent, 1742.

## Édition moderne
- Raymond Trousson, Romans libertins du XVIIIe siècle, éd. Erik Leborgue, Paris, R. Laffont, 1993.  (ISBN 9782221070727)